# スピカ (バンド)
スピカは日本のバンド。

## 略歴
- 2001年4月、中嶋康孝と中村潤を中心に音楽の専門学校にて、SLAVE DRIVER結成。
- 2002年3月、アメリカ人ベーシストが加入する。
- 2003年4月、田中領が加入。
- 2003年4月、渋谷で初のライブを行う。
- 2003年8月、浜崎裕司が加入。
- 2004年7月、ベーシストが脱退し、中嶋がギターからベースにコンバートし、現在のスタイルに至る。
- 2004年9月、ビーイングに所属。
- 2005年6月、SLAVE DRIVERからスピカに改名し、1枚目のアルバム『虹色ドライブ』をリリース。
- 2006年6月、「陽のあたる場所」がレーシングチーム「童夢」のCMソング（関西ローカル）に起用される。
- 2008年7月、ベストアルバム『BEST!!!』にて、メジャーデビュー。
- 2011年2月、無期限の活動休止。vo.中嶋康孝が本格的にソロ活動を開始する。

## メンバー
- 中嶋康孝（なかじま やすたか、1982年11月15日 - ）、血液型O型、愛媛県出身。
  - ボーカル、ベース、作詞、作曲担当
- 中村潤（なかむら じゅん、1978年11月28日 - ）、血液型O型、三重県出身。
  - キーボード、コーラス担当
- 田中領（たなか りょう、1979年5月9日 - ）、血液型A型、神奈川県出身。
  - ドラム、コーラス担当
- 浜崎裕司（はまざき ゆうじ、1982年9月22日 - ）、血液型A型、東京都出身。
  - ギター、コーラス担当

## ディスコグラフィー

### メジャー

#### ベストアルバム
|     | 発売日        | タイトル | 規格 | 規格品番  |
| --- | ------------- | -------- | ---- | --------- |
| 1st | 2008年7月23日 | BEST!!!  | CD   | ZACL-9024 |

### インディーズ

#### アルバム
1. 『虹色ドライブ』（2005年6月26日発売）
2. 『夢で見た場所』（2005年10月26日発売）
3. 『陽の当たる場所』（2006年8月6日発売）
4. 『かざぐるま』（2008年1月30日発売）